# 罗维尔拉比戈
罗维尔拉比戈（法語：Rauville-la-Bigot，法語發音：[ʁovil la biɡo]）是法国芒什省的一个市镇，属于瑟堡区。

## 地理
罗维尔拉比戈（49°31'7"N, 1°41'1"W）面积17.16 平方千米，位于法国诺曼底大区芒什省，该省份为法国西北部沿海省份，西、北、东北三面环大西洋，东起顺时针与卡爾瓦多斯省、奧恩省、马耶讷省和伊勒-维莱讷省接壤。
与罗维尔拉比戈接壤的市镇（或旧市镇、城区）包括：布勒维尔、科唐坦地区布里克贝克、布里克博、布里、格罗斯维尔、索特瓦。

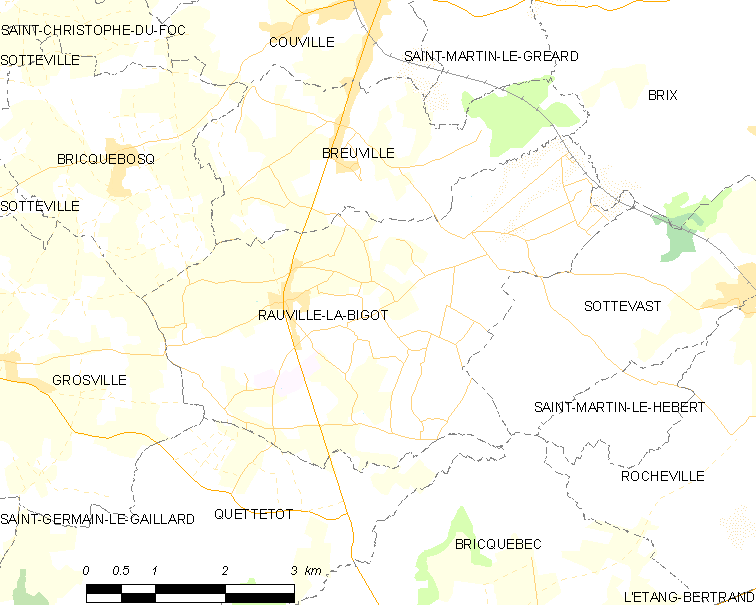
罗维尔拉比戈的OSM定位图

罗维尔拉比戈的时区为UTC+01:00、UTC+02:00（夏令时）。

## 行政
罗维尔拉比戈的邮政编码为50260，INSEE市镇编码为50425。

## 政治
罗维尔拉比戈所属的省级选区为科唐坦地区布里克贝克县。

## 人口

1962-2008年间罗维尔拉比戈人口变化图示

罗维尔拉比戈于2022年1月1日时的人口数量为1091人。